# 林街乡
林街乡，是中华人民共和国云南省普洱市景东彝族自治县下辖的一个乡镇级行政单位。

## 行政区划
林街乡下辖以下地区：
林街村、清河村、岩头村、丁怕村、龙洞村、箐头村和望龙村。

## 中国传统村落
2013年8月，林街村回营自然小组被评为第二批中国传统村落。